# The Women's Tour 2019
La 6.ª edición del The Women's Tour (oficialmente: OVO Energy Women's Tour) se celebró en Reino Unido entre el 10 y el 15 de junio de 2019 con inicio en la ciudad de Beccles y final en la ciudad de Pembrey. El recorrido constó de un total de 6 etapas sobre una distancia total de 790,1 km.
La carrera hizo parte del UCI WorldTour Femenino 2019 como competencia de categoría 2.WWT del calendario ciclístico de máximo nivel mundial siendo la decimotercera carrera de dicho circuito y fue ganada por la ciclista británica Elizabeth Deignan del equipo Trek-Segafredo. El podio lo completaron la ciclista polaca Katarzyna Niewiadoma del equipo Canyon SRAM Racing
y la ciclista neerlandesa Amy Pieters del equipo Boels-Dolmans.

## Equipos participantes
Tomaron parte en la carrera un total de 16 equipos invitados por la organización, todos ellos de categoría UCI Team Femenino, quienes conformaron un pelotón de 94 ciclistas de las cuales terminaron 67. Los equipos participantes fueron:
| Equipos femeninos (16)- Alé Cipollini - Bigla - Boels Dolmans - Canyon-SRAM Racing - CCC-Liv - Drops - FDJ-Nouvelle Aquitaine-Futuroscope - Mitchelton-Scott - Movistar Team - Parkhotel Valkenburg-Destil - Sunweb Women - Tibco-Silicon Valley Bank - Virtu Cycling Women - Trek-Segafredo - Valcar Cylance - WNT-Rotor Pro Cycling |
| |

## Etapas
| Etapa     | Fecha     | Recorrido                              | type                   | Distancia (km) | Ganador              | Líder          |
| --------- | --------- | -------------------------------------- | ---------------------- | -------------- | -------------------- | -------------- |
| 1.ª etapa | 10 de jun | Beccles – Stowmarket                   | etapa llana            | 157,6          | Jolien D'Hoore       | Jolien D'Hoore |
| 2.ª etapa | 11 de jun | Gravesend – Gravesend                  | etapa llana            | 62,5           | Marianne Vos         | Marianne Vos   |
| 3.ª etapa | 12 de jun | Henley-on-Thames – Palacio de Blenheim | etapa escarpada        | 145,1          | Jolien D'Hoore       | Lisa Brennauer |
| 4.ª etapa | 13 de jun | Warwick – Burton Dassett               | etapa escarpada        | 158,9          | Katarzyna Niewiadoma | Liane Lippert  |
| 5.ª etapa | 14 de jun | Llandrindod Wells – Builth Wells       | etapa de media montaña | 140            | Lizzie Deignan       | Lizzie Deignan |
| 6.ª etapa | 15 de jun | Carmarthen – Pembrey                   | etapa de media montaña | 126            | Amy Pieters          | Lizzie Deignan |

## Desarrollo de la carrera

### 1.ª etapa
| Beccles - Stowmarket | etapa llana | (157,6 km) |

| \| Clasificación de la etapa \| Clasificación de la etapa \| Clasificación de la etapa \| Clasificación de la etapa \| Clasificación de la etapa \| \| Ciclista \| Ciclista \| Equipo \| Tiempo \| \| \| ------------------------- \| ------------------------- \| ------------------------- \| ------------------------- \| ------------------------- \| \| 1.ª \| Jolien D'Hoore \| Boels Dolmans \| 4 h 09 min 12 s \| \| \| 2.ª \| Amy Pieters \| Boels Dolmans \| + 0 s \| \| \| 3.ª \| Lisa Brennauer \| WNT-Rotor Pro Cycling \| + 0 s \| \| \| 4.ª \| Roxane Fournier \| Movistar Team \| + 0 s \| \| \| 5.ª \| Marianne Vos \| CCC-Liv \| + 0 s \| \| \| 6.ª \| Chloe Hosking \| Alé Cipollini \| + 0 s \| \| \| 7.ª \| Maria Giulia Confalonieri \| Valcar Cylance \| + 0 s \| \| \| 8.ª \| Sheyla Gutiérrez \| Movistar Team \| + 0 s \| \| \| 9.ª \| Julie Leth \| Bigla \| + 0 s \| \| \| 10.ª \| Sarah Roy \| Mitchelton-Scott \| + 0 s \| \| |                           |                       |                 |
| |                           |                       |                 |
| |                           |                       |                 |
| Clasificación de la etapa |                           |                       |                 |
| Ciclista | Ciclista                  | Equipo                | Tiempo          |
| 1.ª | Jolien D'Hoore            | Boels Dolmans         | 4 h 09 min 12 s |
| 2.ª | Amy Pieters               | Boels Dolmans         | + 0 s           |
| 3.ª | Lisa Brennauer            | WNT-Rotor Pro Cycling | + 0 s           |
| 4.ª | Roxane Fournier           | Movistar Team         | + 0 s           |
| 5.ª | Marianne Vos              | CCC-Liv               | + 0 s           |
| 6.ª | Chloe Hosking             | Alé Cipollini         | + 0 s           |
| 7.ª | Maria Giulia Confalonieri | Valcar Cylance        | + 0 s           |
| 8.ª | Sheyla Gutiérrez          | Movistar Team         | + 0 s           |
| 9.ª | Julie Leth                | Bigla                 | + 0 s           |
| 10.ª | Sarah Roy                 | Mitchelton-Scott      | + 0 s           |

| \| Clasificación general \| Clasificación general \| Clasificación general \| Clasificación general \| Clasificación general \| \| Ciclista \| Ciclista \| Equipo \| Tiempo \| \| \| --------------------- \| ------------------------- \| --------------------- \| --------------------- \| --------------------- \| \| 1.ª \| Jolien D'Hoore \| Boels Dolmans \| 4 h 09 min 02 s \| \| \| 2.ª \| Amy Pieters \| Boels Dolmans \| + 4 s \| \| \| 3.ª \| Lisa Brennauer \| WNT-Rotor Pro Cycling \| + 6 s \| \| \| 4.ª \| Sheyla Gutiérrez \| Movistar Team \| + 7 s \| \| \| 5.ª \| Marianne Vos \| CCC-Liv \| + 8 s \| \| \| 6.ª \| Coryn Rivera \| Sunweb \| + 8 s \| \| \| 7.ª \| Roxane Fournier \| Movistar Team \| + 10 s \| \| \| 8.ª \| Chloe Hosking \| Alé Cipollini \| + 10 s \| \| \| 9.ª \| Maria Giulia Confalonieri \| Valcar Cylance \| + 10 s \| \| \| 10.ª \| Julie Leth \| Bigla \| + 10 s \| \| |                           |                       |                 |
| |                           |                       |                 |
| |                           |                       |                 |
| Clasificación general |                           |                       |                 |
| Ciclista | Ciclista                  | Equipo                | Tiempo          |
| 1.ª | Jolien D'Hoore            | Boels Dolmans         | 4 h 09 min 02 s |
| 2.ª | Amy Pieters               | Boels Dolmans         | + 4 s           |
| 3.ª | Lisa Brennauer            | WNT-Rotor Pro Cycling | + 6 s           |
| 4.ª | Sheyla Gutiérrez          | Movistar Team         | + 7 s           |
| 5.ª | Marianne Vos              | CCC-Liv               | + 8 s           |
| 6.ª | Coryn Rivera              | Sunweb                | + 8 s           |
| 7.ª | Roxane Fournier           | Movistar Team         | + 10 s          |
| 8.ª | Chloe Hosking             | Alé Cipollini         | + 10 s          |
| 9.ª | Maria Giulia Confalonieri | Valcar Cylance        | + 10 s          |
| 10.ª | Julie Leth                | Bigla                 | + 10 s          |

### 2.ª etapa
| Gravesend - Gravesend | etapa llana | (62,5 km) |

| \| Clasificación de la etapa \| Clasificación de la etapa \| Clasificación de la etapa \| Clasificación de la etapa \| Clasificación de la etapa \| \| Ciclista \| Ciclista \| Equipo \| Tiempo \| \| \| ------------------------- \| ------------------------- \| ------------------------- \| ------------------------- \| ------------------------- \| \| 1.ª \| Marianne Vos \| CCC-Liv \| 1 h 34 min 17 s \| \| \| 2.ª \| Lizzie Deignan \| Trek-Segafredo \| + 0 s \| \| \| 3.ª \| Sarah Roy \| Mitchelton-Scott \| + 0 s \| \| \| 4.ª \| Elena Cecchini \| Canyon-SRAM Racing \| + 0 s \| \| \| 5.ª \| Maria Giulia Confalonieri \| Valcar Cylance \| + 0 s \| \| \| 6.ª \| Sofia Bertizzolo \| Virtu Cycling Women \| + 0 s \| \| \| 7.ª \| Coryn Rivera \| Sunweb \| + 0 s \| \| \| 8.ª \| Roxane Fournier \| Movistar Team \| + 0 s \| \| \| 9.ª \| Elisa Longo Borghini \| Trek-Segafredo \| + 0 s \| \| \| 10.ª \| Liane Lippert \| Sunweb \| + 0 s \| \| |                           |                     |                 |
| |                           |                     |                 |
| |                           |                     |                 |
| Clasificación de la etapa |                           |                     |                 |
| Ciclista | Ciclista                  | Equipo              | Tiempo          |
| 1.ª | Marianne Vos              | CCC-Liv             | 1 h 34 min 17 s |
| 2.ª | Lizzie Deignan            | Trek-Segafredo      | + 0 s           |
| 3.ª | Sarah Roy                 | Mitchelton-Scott    | + 0 s           |
| 4.ª | Elena Cecchini            | Canyon-SRAM Racing  | + 0 s           |
| 5.ª | Maria Giulia Confalonieri | Valcar Cylance      | + 0 s           |
| 6.ª | Sofia Bertizzolo          | Virtu Cycling Women | + 0 s           |
| 7.ª | Coryn Rivera              | Sunweb              | + 0 s           |
| 8.ª | Roxane Fournier           | Movistar Team       | + 0 s           |
| 9.ª | Elisa Longo Borghini      | Trek-Segafredo      | + 0 s           |
| 10.ª | Liane Lippert             | Sunweb              | + 0 s           |

| \| Clasificación general \| Clasificación general \| Clasificación general \| Clasificación general \| Clasificación general \| \| Ciclista \| Ciclista \| Equipo \| Tiempo \| \| \| --------------------- \| ------------------------- \| --------------------- \| --------------------- \| --------------------- \| \| 1.ª \| Marianne Vos \| CCC-Liv \| 5 h 43 min 14 s \| \| \| 2.ª \| Lizzie Deignan \| Trek-Segafredo \| + 9 s \| \| \| 3.ª \| Amy Pieters \| Boels Dolmans \| + 9 s \| \| \| 4.ª \| Coryn Rivera \| Sunweb \| + 10 s \| \| \| 5.ª \| Sarah Roy \| Mitchelton-Scott \| + 11 s \| \| \| 6.ª \| Lisa Brennauer \| WNT-Rotor Pro Cycling \| + 11 s \| \| \| 7.ª \| Maria Giulia Confalonieri \| Valcar Cylance \| + 15 s \| \| \| 8.ª \| Roxane Fournier \| Movistar Team \| + 15 s \| \| \| 9.ª \| Elena Cecchini \| Canyon-SRAM Racing \| + 15 s \| \| \| 10.ª \| Liane Lippert \| Sunweb \| + 15 s \| \| |                           |                       |                 |
| |                           |                       |                 |
| |                           |                       |                 |
| Clasificación general |                           |                       |                 |
| Ciclista | Ciclista                  | Equipo                | Tiempo          |
| 1.ª | Marianne Vos              | CCC-Liv               | 5 h 43 min 14 s |
| 2.ª | Lizzie Deignan            | Trek-Segafredo        | + 9 s           |
| 3.ª | Amy Pieters               | Boels Dolmans         | + 9 s           |
| 4.ª | Coryn Rivera              | Sunweb                | + 10 s          |
| 5.ª | Sarah Roy                 | Mitchelton-Scott      | + 11 s          |
| 6.ª | Lisa Brennauer            | WNT-Rotor Pro Cycling | + 11 s          |
| 7.ª | Maria Giulia Confalonieri | Valcar Cylance        | + 15 s          |
| 8.ª | Roxane Fournier           | Movistar Team         | + 15 s          |
| 9.ª | Elena Cecchini            | Canyon-SRAM Racing    | + 15 s          |
| 10.ª | Liane Lippert             | Sunweb                | + 15 s          |

### 3.ª etapa
| Henley-on-Thames - Palacio de Blenheim | etapa escarpada | (145,1 km) |

| \| Clasificación de la etapa \| Clasificación de la etapa \| Clasificación de la etapa \| Clasificación de la etapa \| Clasificación de la etapa \| \| Ciclista \| Ciclista \| Equipo \| Tiempo \| \| \| ------------------------- \| ------------------------- \| ---------------------------------- \| ------------------------- \| ------------------------- \| \| 1.ª \| Jolien D'Hoore \| Boels Dolmans \| 3 h 46 min 04 s \| \| \| 2.ª \| Lisa Brennauer \| WNT-Rotor Pro Cycling \| + 0 s \| \| \| 3.ª \| Demi Vollering \| Parkhotel Valkenburg \| + 0 s \| \| \| 4.ª \| Roxane Fournier \| Movistar Team \| + 0 s \| \| \| 5.ª \| Sarah Roy \| Mitchelton-Scott \| + 0 s \| \| \| 6.ª \| Lizzie Deignan \| Trek-Segafredo \| + 0 s \| \| \| 7.ª \| Eugénie Duval \| FDJ-Nouvelle Aquitaine-Futuroscope \| + 0 s \| \| \| 8.ª \| Maria Giulia Confalonieri \| Valcar Cylance \| + 0 s \| \| \| 9.ª \| Katarzyna Niewiadoma \| Canyon-SRAM Racing \| + 0 s \| \| \| 10.ª \| Sofia Bertizzolo \| Virtu Cycling Women \| + 0 s \| \| |                           |                                    |                 |
| |                           |                                    |                 |
| |                           |                                    |                 |
| Clasificación de la etapa |                           |                                    |                 |
| Ciclista | Ciclista                  | Equipo                             | Tiempo          |
| 1.ª | Jolien D'Hoore            | Boels Dolmans                      | 3 h 46 min 04 s |
| 2.ª | Lisa Brennauer            | WNT-Rotor Pro Cycling              | + 0 s           |
| 3.ª | Demi Vollering            | Parkhotel Valkenburg               | + 0 s           |
| 4.ª | Roxane Fournier           | Movistar Team                      | + 0 s           |
| 5.ª | Sarah Roy                 | Mitchelton-Scott                   | + 0 s           |
| 6.ª | Lizzie Deignan            | Trek-Segafredo                     | + 0 s           |
| 7.ª | Eugénie Duval             | FDJ-Nouvelle Aquitaine-Futuroscope | + 0 s           |
| 8.ª | Maria Giulia Confalonieri | Valcar Cylance                     | + 0 s           |
| 9.ª | Katarzyna Niewiadoma      | Canyon-SRAM Racing                 | + 0 s           |
| 10.ª | Sofia Bertizzolo          | Virtu Cycling Women                | + 0 s           |

| \| Clasificación general \| Clasificación general \| Clasificación general \| Clasificación general \| Clasificación general \| \| Ciclista \| Ciclista \| Equipo \| Tiempo \| \| \| --------------------- \| ------------------------- \| --------------------- \| --------------------- \| --------------------- \| \| 1.ª \| Lisa Brennauer \| WNT-Rotor Pro Cycling \| 9 h 29 min 23 s \| \| \| 2.ª \| Coryn Rivera \| Sunweb \| + 3 s \| \| \| 3.ª \| Lizzie Deignan \| Trek-Segafredo \| + 4 s \| \| \| 4.ª \| Amy Pieters \| Boels Dolmans \| + 4 s \| \| \| 5.ª \| Sarah Roy \| Mitchelton-Scott \| + 6 s \| \| \| 6.ª \| Jolien D'Hoore \| Boels Dolmans \| + 8 s \| \| \| 7.ª \| Roxane Fournier \| Movistar Team \| + 10 s \| \| \| 8.ª \| Maria Giulia Confalonieri \| Valcar Cylance \| + 10 s \| \| \| 9.ª \| Liane Lippert \| Sunweb \| + 10 s \| \| \| 10.ª \| Susanne Andersen \| Sunweb \| + 11 s \| \| |                           |                       |                 |
| |                           |                       |                 |
| |                           |                       |                 |
| Clasificación general |                           |                       |                 |
| Ciclista | Ciclista                  | Equipo                | Tiempo          |
| 1.ª | Lisa Brennauer            | WNT-Rotor Pro Cycling | 9 h 29 min 23 s |
| 2.ª | Coryn Rivera              | Sunweb                | + 3 s           |
| 3.ª | Lizzie Deignan            | Trek-Segafredo        | + 4 s           |
| 4.ª | Amy Pieters               | Boels Dolmans         | + 4 s           |
| 5.ª | Sarah Roy                 | Mitchelton-Scott      | + 6 s           |
| 6.ª | Jolien D'Hoore            | Boels Dolmans         | + 8 s           |
| 7.ª | Roxane Fournier           | Movistar Team         | + 10 s          |
| 8.ª | Maria Giulia Confalonieri | Valcar Cylance        | + 10 s          |
| 9.ª | Liane Lippert             | Sunweb                | + 10 s          |
| 10.ª | Susanne Andersen          | Sunweb                | + 11 s          |

### 4.ª etapa
| Warwick - Burton Dassett | etapa escarpada | (158,9 km) |

| \| Clasificación de la etapa \| Clasificación de la etapa \| Clasificación de la etapa \| Clasificación de la etapa \| Clasificación de la etapa \| \| Ciclista \| Ciclista \| Equipo \| Tiempo \| \| \| ------------------------- \| ------------------------- \| ------------------------- \| ------------------------- \| ------------------------- \| \| 1.ª \| Katarzyna Niewiadoma \| Canyon-SRAM Racing \| 4 h 18 min 29 s \| \| \| 2.ª \| Liane Lippert \| Sunweb \| + 0 s \| \| \| 3.ª \| Lizzie Deignan \| Trek-Segafredo \| + 7 s \| \| \| 4.ª \| Amy Pieters \| Boels Dolmans \| + 9 s \| \| \| 5.ª \| Demi Vollering \| Parkhotel Valkenburg \| + 11 s \| \| \| 6.ª \| Elizabeth Banks \| Bigla \| + 11 s \| \| \| 7.ª \| Leah Thomas \| Bigla \| + 11 s \| \| \| 8.ª \| Lisa Brennauer \| WNT-Rotor Pro Cycling \| + 11 s \| \| \| 9.ª \| Christine Majerus \| Boels Dolmans \| + 13 s \| \| \| 10.ª \| Marta Cavalli \| Valcar Cylance \| + 16 s \| \| |                      |                       |                 |
| |                      |                       |                 |
| |                      |                       |                 |
| Clasificación de la etapa |                      |                       |                 |
| Ciclista | Ciclista             | Equipo                | Tiempo          |
| 1.ª | Katarzyna Niewiadoma | Canyon-SRAM Racing    | 4 h 18 min 29 s |
| 2.ª | Liane Lippert        | Sunweb                | + 0 s           |
| 3.ª | Lizzie Deignan       | Trek-Segafredo        | + 7 s           |
| 4.ª | Amy Pieters          | Boels Dolmans         | + 9 s           |
| 5.ª | Demi Vollering       | Parkhotel Valkenburg  | + 11 s          |
| 6.ª | Elizabeth Banks      | Bigla                 | + 11 s          |
| 7.ª | Leah Thomas          | Bigla                 | + 11 s          |
| 8.ª | Lisa Brennauer       | WNT-Rotor Pro Cycling | + 11 s          |
| 9.ª | Christine Majerus    | Boels Dolmans         | + 13 s          |
| 10.ª | Marta Cavalli        | Valcar Cylance        | + 16 s          |

| \| Clasificación general \| Clasificación general \| Clasificación general \| Clasificación general \| Clasificación general \| \| Ciclista \| Ciclista \| Equipo \| Tiempo \| \| \| --------------------- \| ------------------------- \| --------------------- \| --------------------- \| --------------------- \| \| 1.ª \| Liane Lippert \| Sunweb \| 13 h 47 min 56 s \| \| \| 2.ª \| Katarzyna Niewiadoma \| Canyon-SRAM Racing \| + 0 s \| \| \| 3.ª \| Lizzie Deignan \| Trek-Segafredo \| + 3 s \| \| \| 4.ª \| Lisa Brennauer \| WNT-Rotor Pro Cycling \| + 7 s \| \| \| 5.ª \| Amy Pieters \| Boels Dolmans \| + 9 s \| \| \| 6.ª \| Demi Vollering \| Parkhotel Valkenburg \| + 24 s \| \| \| 7.ª \| Christine Majerus \| Boels Dolmans \| + 26 s \| \| \| 8.ª \| Maria Giulia Confalonieri \| Valcar Cylance \| + 28 s \| \| \| 9.ª \| Elizabeth Banks \| Bigla \| + 31 s \| \| \| 10.ª \| Leah Thomas \| Bigla \| + 31 s \| \| |                           |                       |                  |
| |                           |                       |                  |
| |                           |                       |                  |
| Clasificación general |                           |                       |                  |
| Ciclista | Ciclista                  | Equipo                | Tiempo           |
| 1.ª | Liane Lippert             | Sunweb                | 13 h 47 min 56 s |
| 2.ª | Katarzyna Niewiadoma      | Canyon-SRAM Racing    | + 0 s            |
| 3.ª | Lizzie Deignan            | Trek-Segafredo        | + 3 s            |
| 4.ª | Lisa Brennauer            | WNT-Rotor Pro Cycling | + 7 s            |
| 5.ª | Amy Pieters               | Boels Dolmans         | + 9 s            |
| 6.ª | Demi Vollering            | Parkhotel Valkenburg  | + 24 s           |
| 7.ª | Christine Majerus         | Boels Dolmans         | + 26 s           |
| 8.ª | Maria Giulia Confalonieri | Valcar Cylance        | + 28 s           |
| 9.ª | Elizabeth Banks           | Bigla                 | + 31 s           |
| 10.ª | Leah Thomas               | Bigla                 | + 31 s           |

### 5.ª etapa
| Llandrindod Wells - Builth Wells | etapa de media montaña | (140 km) |

| \| Clasificación de la etapa \| Clasificación de la etapa \| Clasificación de la etapa \| Clasificación de la etapa \| Clasificación de la etapa \| \| Ciclista \| Ciclista \| Equipo \| Tiempo \| \| \| ------------------------- \| ------------------------- \| ------------------------- \| ------------------------- \| ------------------------- \| \| 1.ª \| Lizzie Deignan \| Trek-Segafredo \| 3 h 54 min 35 s \| \| \| 2.ª \| Katarzyna Niewiadoma \| Canyon-SRAM Racing \| + 0 s \| \| \| 3.ª \| Elisa Longo Borghini \| Trek-Segafredo \| + 2 s \| \| \| 4.ª \| Leah Kirchmann \| Sunweb \| + 17 s \| \| \| 5.ª \| Christine Majerus \| Boels Dolmans \| + 17 s \| \| \| 6.ª \| Amy Pieters \| Boels Dolmans \| + 19 s \| \| \| 7.ª \| Ellen van Dijk \| Trek-Segafredo \| + 19 s \| \| \| 8.ª \| Elizabeth Banks \| Bigla \| + 19 s \| \| \| 9.ª \| Ane Santesteban \| WNT-Rotor Pro Cycling \| + 19 s \| \| \| 10.ª \| Marta Cavalli \| Valcar Cylance \| + 19 s \| \| |                      |                       |                 |
| |                      |                       |                 |
| |                      |                       |                 |
| Clasificación de la etapa |                      |                       |                 |
| Ciclista | Ciclista             | Equipo                | Tiempo          |
| 1.ª | Lizzie Deignan       | Trek-Segafredo        | 3 h 54 min 35 s |
| 2.ª | Katarzyna Niewiadoma | Canyon-SRAM Racing    | + 0 s           |
| 3.ª | Elisa Longo Borghini | Trek-Segafredo        | + 2 s           |
| 4.ª | Leah Kirchmann       | Sunweb                | + 17 s          |
| 5.ª | Christine Majerus    | Boels Dolmans         | + 17 s          |
| 6.ª | Amy Pieters          | Boels Dolmans         | + 19 s          |
| 7.ª | Ellen van Dijk       | Trek-Segafredo        | + 19 s          |
| 8.ª | Elizabeth Banks      | Bigla                 | + 19 s          |
| 9.ª | Ane Santesteban      | WNT-Rotor Pro Cycling | + 19 s          |
| 10.ª | Marta Cavalli        | Valcar Cylance        | + 19 s          |

| \| Clasificación general \| Clasificación general \| Clasificación general \| Clasificación general \| Clasificación general \| \| Ciclista \| Ciclista \| Equipo \| Tiempo \| \| \| --------------------- \| --------------------- \| --------------------- \| --------------------- \| --------------------- \| \| 1.ª \| Lizzie Deignan \| Trek-Segafredo \| 17 h 42 min 24 s \| \| \| 2.ª \| Katarzyna Niewiadoma \| Canyon-SRAM Racing \| + 1 s \| \| \| 3.ª \| Amy Pieters \| Boels Dolmans \| + 32 s \| \| \| 4.ª \| Demi Vollering \| Parkhotel Valkenburg \| + 50 s \| \| \| 5.ª \| Christine Majerus \| Boels Dolmans \| + 50 s \| \| \| 6.ª \| Elizabeth Banks \| Bigla \| + 57 s \| \| \| 7.ª \| Małgorzata Jasińska \| Movistar Team \| + 58 s \| \| \| 8.ª \| Elisa Longo Borghini \| Trek-Segafredo \| + 1 min 00 s \| \| \| 9.ª \| Leah Thomas \| Bigla \| + 1 min 00 s \| \| \| 10.ª \| Leah Kirchmann \| Sunweb \| + 1 min 02 s \| \| |                      |                      |                  |
| |                      |                      |                  |
| |                      |                      |                  |
| Clasificación general |                      |                      |                  |
| Ciclista | Ciclista             | Equipo               | Tiempo           |
| 1.ª | Lizzie Deignan       | Trek-Segafredo       | 17 h 42 min 24 s |
| 2.ª | Katarzyna Niewiadoma | Canyon-SRAM Racing   | + 1 s            |
| 3.ª | Amy Pieters          | Boels Dolmans        | + 32 s           |
| 4.ª | Demi Vollering       | Parkhotel Valkenburg | + 50 s           |
| 5.ª | Christine Majerus    | Boels Dolmans        | + 50 s           |
| 6.ª | Elizabeth Banks      | Bigla                | + 57 s           |
| 7.ª | Małgorzata Jasińska  | Movistar Team        | + 58 s           |
| 8.ª | Elisa Longo Borghini | Trek-Segafredo       | + 1 min 00 s     |
| 9.ª | Leah Thomas          | Bigla                | + 1 min 00 s     |
| 10.ª | Leah Kirchmann       | Sunweb               | + 1 min 02 s     |

### 6.ª etapa
| Carmarthen - Pembrey | etapa de media montaña | (126 km) |

| \| Clasificación de la etapa \| Clasificación de la etapa \| Clasificación de la etapa \| Clasificación de la etapa \| Clasificación de la etapa \| \| Ciclista \| Ciclista \| Equipo \| Tiempo \| \| \| ------------------------- \| ------------------------- \| ------------------------- \| ------------------------- \| ------------------------- \| \| 1.ª \| Amy Pieters \| Boels Dolmans \| 3 h 27 min 02 s \| \| \| 2.ª \| Leah Kirchmann \| Sunweb \| + 0 s \| \| \| 3.ª \| Roxane Fournier \| Movistar Team \| + 0 s \| \| \| 4.ª \| Demi Vollering \| Parkhotel Valkenburg \| + 0 s \| \| \| 5.ª \| Christine Majerus \| Boels Dolmans \| + 0 s \| \| \| 6.ª \| Sheyla Gutiérrez \| Movistar Team \| + 0 s \| \| \| 7.ª \| Lisa Brennauer \| WNT-Rotor Pro Cycling \| + 0 s \| \| \| 8.ª \| Lizzie Deignan \| Trek-Segafredo \| + 0 s \| \| \| 9.ª \| Marta Cavalli \| Valcar Cylance \| + 0 s \| \| \| 10.ª \| Alexandra Manly \| Mitchelton-Scott \| + 0 s \| \| |                   |                       |                 |
| |                   |                       |                 |
| |                   |                       |                 |
| Clasificación de la etapa |                   |                       |                 |
| Ciclista | Ciclista          | Equipo                | Tiempo          |
| 1.ª | Amy Pieters       | Boels Dolmans         | 3 h 27 min 02 s |
| 2.ª | Leah Kirchmann    | Sunweb                | + 0 s           |
| 3.ª | Roxane Fournier   | Movistar Team         | + 0 s           |
| 4.ª | Demi Vollering    | Parkhotel Valkenburg  | + 0 s           |
| 5.ª | Christine Majerus | Boels Dolmans         | + 0 s           |
| 6.ª | Sheyla Gutiérrez  | Movistar Team         | + 0 s           |
| 7.ª | Lisa Brennauer    | WNT-Rotor Pro Cycling | + 0 s           |
| 8.ª | Lizzie Deignan    | Trek-Segafredo        | + 0 s           |
| 9.ª | Marta Cavalli     | Valcar Cylance        | + 0 s           |
| 10.ª | Alexandra Manly   | Mitchelton-Scott      | + 0 s           |

## Clasificaciones finales
Las clasificaciones finalizaron de la siguiente forma:

### Clasificación general
| \| Clasificación general \| Clasificación general \| Clasificación general \| Clasificación general \| Clasificación general \| \| Ciclista \| Ciclista \| Equipo \| Tiempo \| \| \| --------------------- \| --------------------- \| --------------------- \| --------------------- \| --------------------- \| \| 1.ª \| Lizzie Deignan \| Trek-Segafredo \| 21 h 09 min 25 s \| \| \| 2.ª \| Katarzyna Niewiadoma \| Canyon-SRAM Racing \| + 2 s \| \| \| 3.ª \| Amy Pieters \| Boels Dolmans \| + 23 s \| \| \| 4.ª \| Christine Majerus \| Boels Dolmans \| + 49 s \| \| \| 5.ª \| Demi Vollering \| Parkhotel Valkenburg \| + 51 s \| \| \| 6.ª \| Leah Kirchmann \| Sunweb \| + 54 s \| \| \| 7.ª \| Elizabeth Banks \| Bigla \| + 58 s \| \| \| 8.ª \| Leah Thomas \| Bigla \| + 58 s \| \| \| 9.ª \| Małgorzata Jasińska \| Movistar Team \| + 59 s \| \| \| 10.ª \| Elisa Longo Borghini \| Trek-Segafredo \| + 1 min 01 s \| \| |                      |                      |                  |
| |                      |                      |                  |
| |                      |                      |                  |
| Clasificación general |                      |                      |                  |
| Ciclista | Ciclista             | Equipo               | Tiempo           |
| 1.ª | Lizzie Deignan       | Trek-Segafredo       | 21 h 09 min 25 s |
| 2.ª | Katarzyna Niewiadoma | Canyon-SRAM Racing   | + 2 s            |
| 3.ª | Amy Pieters          | Boels Dolmans        | + 23 s           |
| 4.ª | Christine Majerus    | Boels Dolmans        | + 49 s           |
| 5.ª | Demi Vollering       | Parkhotel Valkenburg | + 51 s           |
| 6.ª | Leah Kirchmann       | Sunweb               | + 54 s           |
| 7.ª | Elizabeth Banks      | Bigla                | + 58 s           |
| 8.ª | Leah Thomas          | Bigla                | + 58 s           |
| 9.ª | Małgorzata Jasińska  | Movistar Team        | + 59 s           |
| 10.ª | Elisa Longo Borghini | Trek-Segafredo       | + 1 min 01 s     |

### Clasificación por puntos
| Clasificación por puntos | Clasificación por puntos | Clasificación por puntos | Clasificación por puntos | Clasificación por puntos |
| Ciclista                 | Ciclista                 | Equipo                   | Puntos                   |                          |
| ------------------------ | ------------------------ | ------------------------ | ------------------------ | ------------------------ |
| 1.ª                      | Lizzie Deignan           | Trek-Segafredo           | 44 pts                   |                          |
| 2.ª                      | Amy Pieters              | Boels Dolmans            | 39 pts                   |                          |
| 3.ª                      | Jolien D'Hoore           | Boels Dolmans            | 30 pts                   |                          |
| 4.ª                      | Katarzyna Niewiadoma     | Canyon-SRAM Racing       | 29 pts                   |                          |
| 5.ª                      | Lisa Brennauer           | WNT-Rotor Pro Cycling    | 28 pts                   |                          |
| 6.ª                      | Roxane Fournier          | Movistar Team            | 26 pts                   |                          |
| 7.ª                      | Demi Vollering           | Parkhotel Valkenburg     | 22 pts                   |                          |
| 8.ª                      | Leah Kirchmann           | Sunweb                   | 19 pts                   |                          |
| 9.ª                      | Sarah Roy                | Mitchelton-Scott         | 16 pts                   |                          |
| 10.ª                     | Christine Majerus        | Boels Dolmans            | 14 pts                   |                          |

### Clasificación de la montaña
| Clasificación de la montaña | Clasificación de la montaña | Clasificación de la montaña | Clasificación de la montaña | Clasificación de la montaña |
| Ciclista                    | Ciclista                    | Equipo                      | Puntos                      |                             |
| --------------------------- | --------------------------- | --------------------------- | --------------------------- | --------------------------- |
| 1.ª                         | Katarzyna Niewiadoma        | Canyon-SRAM Racing          | 41 pts                      |                             |
| 2.ª                         | Christine Majerus           | Boels Dolmans               | 40 pts                      |                             |
| 3.ª                         | Elisa Longo Borghini        | Trek-Segafredo              | 21 pts                      |                             |
| 4.ª                         | Ellen van Dijk              | Trek-Segafredo              | 18 pts                      |                             |
| 5.ª                         | Grace Brown                 | Mitchelton-Scott            | 17 pts                      |                             |
| 6.ª                         | Leah Thomas                 | Bigla                       | 16 pts                      |                             |
| 7.ª                         | Liane Lippert               | Sunweb                      | 14 pts                      |                             |
| 8.ª                         | Anna Plichta                | Trek-Segafredo              | 13 pts                      |                             |
| 9.ª                         | Sarah Roy                   | Mitchelton-Scott            | 12 pts                      |                             |
| 10.ª                        | Lizzie Deignan              | Trek-Segafredo              | 12 pts                      |                             |

### Clasificación de las metas volantes
| Clasificación de las metas volantes | Clasificación de las metas volantes | Clasificación de las metas volantes | Clasificación de las metas volantes | Clasificación de las metas volantes |
| Ciclista                            | Ciclista                            | Equipo                              | Puntos                              |                                     |
| ----------------------------------- | ----------------------------------- | ----------------------------------- | ----------------------------------- | ----------------------------------- |
| 1.ª                                 | Coryn Rivera                        | Sunweb                              | 13 pts                              |                                     |
| 2.ª                                 | Sarah Roy                           | Mitchelton-Scott                    | 6 pts                               |                                     |
| 3.ª                                 | Anna Plichta                        | Trek-Segafredo                      | 6 pts                               |                                     |
| 4.ª                                 | Sheyla Gutiérrez                    | Movistar Team                       | 6 pts                               |                                     |
| 5.ª                                 | Lizzie Deignan                      | Trek-Segafredo                      | 5 pts                               |                                     |
| 6.ª                                 | Liane Lippert                       | Sunweb                              | 4 pts                               |                                     |
| 7.ª                                 | Femke Markus                        | Parkhotel Valkenburg                | 4 pts                               |                                     |
| 8.ª                                 | Amy Pieters                         | Boels Dolmans                       | 3 pts                               |                                     |
| 9.ª                                 | Leah Kirchmann                      | Sunweb                              | 3 pts                               |                                     |
| 10.ª                                | Leah Thomas                         | Bigla                               | 3 pts                               |                                     |

### Clasificación por equipos
| Clasificación por equipos | Clasificación por equipos   | Clasificación por equipos | Clasificación por equipos |
| Equipo                    | Equipo                      | Tiempo                    |                           |
| ------------------------- | --------------------------- | ------------------------- | ------------------------- |
| 1.º                       | Trek-Segafredo              | 63 h 31 min 01 s          |                           |
| 2.º                       | Boels Dolmans               | + 1 min 40 s              |                           |
| 3.º                       | WNT-Rotor Pro Cycling       | + 2 min 26 s              |                           |
| 4.º                       | Valcar Cylance              | + 6 min 13 s              |                           |
| 5.º                       | Canyon-SRAM Racing          | + 7 min 11 s              |                           |
| 6.º                       | Sunweb Women                | + 8 min 02 s              |                           |
| 7.º                       | Movistar Team               | + 21 min 15 s             |                           |
| 8.º                       | Bigla                       | + 21 min 15 s             |                           |
| 9.º                       | Parkhotel Valkenburg-Destil | + 24 min 30 s             |                           |
| 10.º                      | Mitchelton-Scott            | + 27 min 56 s             |                           |

## Evolución de las clasificaciones
| Etapa                   | Vencedora               | Clasificación general | Clasificación por puntos | Clasificación de la montaña | Clasificación de las metas volantes | Clasificación por equipos | Clasificación de la mejor británica |
| ----------------------- | ----------------------- | --------------------- | ------------------------ | --------------------------- | ----------------------------------- | ------------------------- | ----------------------------------- |
| 1.ª                     | Jolien D'Hoore          | Jolien D'Hoore        | Jolien D'Hoore           | Christine Majerus           | Coryn Rivera                        | Boels-Dolmans             | Eleanor Dickinson                   |
| 2.ª                     | Marianne Vos            | Marianne Vos          | Marianne Vos             | Christine Majerus           | Coryn Rivera                        | Movistar                  | Elizabeth Deignan                   |
| 3.ª                     | Jolien D'Hoore          | Lisa Brennauer        | Jolien D'Hoore           | Christine Majerus           | Coryn Rivera                        | Movistar                  | Elizabeth Deignan                   |
| 4.ª                     | Katarzyna Niewiadoma    | Liane Lippert         | Jolien D'Hoore           | Christine Majerus           | Coryn Rivera                        | Sunweb                    | Elizabeth Deignan                   |
| 5.ª                     | Elizabeth Deignan       | Elizabeth Deignan     | Elizabeth Deignan        | Katarzyna Niewiadoma        | Coryn Rivera                        | Trek-Segafredo            | Elizabeth Deignan                   |
| 6.ª                     | Amy Pieters             | Elizabeth Deignan     | Elizabeth Deignan        | Katarzyna Niewiadoma        | Coryn Rivera                        | Trek-Segafredo            | Elizabeth Deignan                   |
| Clasificaciones finales | Clasificaciones finales | Elizabeth Deignan     | Elizabeth Deignan        | Katarzyna Niewiadoma        | Coryn Rivera                        | Trek-Segafredo            | Elizabeth Deignan                   |

## Ciclistas participantes y posiciones finales
Convenciones:
- AB-N: Abandono en la etapa "N"
- FLT-N: Retiro por llegada fuera del límite de tiempo en la etapa "N"
- NTS-N: No tomó la salida para la etapa "N"
- DES-N: Descalificado o expulsado en la etapa "N"

## UCI WorldTour Femenino
La carrera The Women's Tour otorgó puntos para el UCI WorldTour Femenino 2019 y el UCI World Ranking Femenino, incluyendo a todas las corredoras de los equipos en las categorías UCI Team Femenino. Las siguientes tablas muestran el baremo de puntuación y las 10 corredoras que obtuvieron más puntos:
| Posición              | 1.ª | 2.ª | 3.ª | 4.ª | 5.ª | 6.ª | 7.ª | 8.ª | 9.ª | 10.ª | 11.ª | 12.ª | 13.ª | 14.ª | 15.ª | 16.ª-30.ª | 31.ª-40.ª |
| Clasificación general | 200 | 150 | 125 | 100 | 85  | 70  | 60  | 50  | 40  | 35   | 30   | 25   | 20   | 15   | 10   | 5         | 3         |
| Por etapa             | 25  | 20  | 18  | 16  | 14  | 12  | 10  | 8   | 6   | 4    |      |      |      |      |      |           |           |
| Líder                 | 5   |     |     |     |     |     |     |     |     |      |      |      |      |      |      |           |           |

| Clasificación |                      |                      |         |       |       |       |
| Posición      | Ciclista             | Equipo               | General | Etapa | Líder | Total |
| ------------- | -------------------- | -------------------- | ------- | ----- | ----- | ----- |
| 1.ª           | Elizabeth Deignan    | Trek-Segafredo       | 200     | 83    | 5     | 288   |
| 2.ª           | Katarzyna Niewiadoma | Canyon SRAM Racing   | 150     | 51    | -     | 201   |
| 3.ª           | Amy Pieters          | Boels-Dolmans        | 125     | 73    | -     | 198   |
| 4.ª           | Christine Majerus    | Boels-Dolmans        | 100     | 34    | -     | 134   |
| 5.ª           | Demi Vollering       | Parkhotel Valkenburg | 85      | 48    | -     | 133   |
| 6.ª           | Leah Kirchmann       | Sunweb               | 70      | 36    | -     | 106   |
| 7.ª           | Elizabeth Banks      | Bigla                | 60      | 20    | -     | 80    |
| 8.ª           | Lisa Brennauer       | WNT-Rotor            | 5       | 56    | 5     | 66    |
| 9.ª           | Leah Thomas          | Bigla                | 50      | 10    | -     | 60    |
| 10.ª          | Elisa Longo Borghini | Trek-Segafredo       | 35      | 24    | -     | 59    |